# ادو، کیپ شرقی
یلف

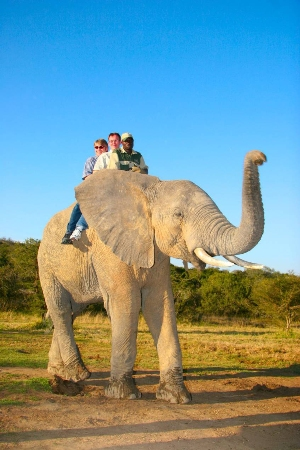
فیل‌سواری در ادو از تفریحات رایج گردشگران این منطقه است

ادو، کیپ شرقی (به لاتین: Addo, Eastern Cape) یک شهرک در آفریقای جنوبی است که در کیپ شرقی واقع شده‌است.

## خصوصیات
ادو ۴٫۳ کیلومترمربع مساحت و ۱۶٬۹۳۵ نفر جمعیت دارد.